# Saint-Germain-de-Calberte
Saint-Germain-de-Calberte là một xã ở tỉnh Lozère trong vùng Occitanie, phía nam nước Pháp.